# Контршпионаж (фильм)
«Контршпионаж» (англ. Counter-Espionage) — шпионский детектив режиссёра Эдварда Дмитрыка, который вышел на экраны в 1942 году.
Это девятый фильм киноцикла студии Columbia Pictures о бывшем грабителе драгоценностей Майкле Лэнъярде по прозвищу Одинокий волк, который стал джентльменом и детективом. Главную роль в этой серии фильмов в седьмой раз подряд сыграл Уильям Уоррен.
Действие фильма происходит во время Второй мировой войны в Лондоне, где Одинокий волк, тайно работая на британское правительство, помогает разоблачить и обезвредить немецкую шпионскую сеть, целью которой было получение и передача в Германию чертежей стратегически важного оружия противовоздушной обороны.
Хотя фильм и не привлёк к себе особого внимания, некоторые современные критики отметили его увлекательный сюжет и быстрое развитие событий в духе приключенческого боевика, а также хорошую актёрскую игру.

## Сюжет
Во время Второй мировой войны в вечернем Лондоне под звук сирен некто Антон Шугг (Форрест Такер) в форме офицера гражданской противовоздушной обороны читает в машине записку: «Будь перед резиденцией сэра Стэффорда Харта на машине скорой помощи не позднее девяти часов»…
В своём доме высокопоставленный британский чиновник сэр Стэффорд Харт (Стэнли Логан) беседует со своим секретарём Харви Лидсом (Лесли Денисон) и помощником Кентом Уэллсом (Мортон Лоури). Лидс считает необходимым немедленный арест всех иностранных агентов в Великобритании. Сэр Стаффорд согласен с ним, подчёркивая, что это очень сложная задача, но они должны её выполнить. По телефону звонит Памела (Хиллари Брук), дочь сэра Стэффорда и невеста Харви, сообщая, что направляется на дежурство в бомбоубежище, и Харви решает составить ей компанию. В прихожей он случайно натыкается на портфель и просматривает его содержимое. Это замечает Кент, который вышел в прихожую, чтобы проследить за Харви. Когда Харви выходит из дома, Шугг просит его подержать фонарь, пока он чинит автомобиль. Улучив момент, Шугг бьёт Харви разводным ключом по голове, после чего бросает его на заднее сиденье своей машины скорой помощи. За этой сценой через окно наблюдает Кент, который затем берёт из прихожей портфель и поднимается на второй этаж, где видит, как кто-то открывает сейф сэра Стаффорда в библиотеке. Кент подбегает в гостиную к сэру Стэффорду, сообщая о грабителе. Сэр Стэффорд и Кент с револьвером направляются в библиотеку. Когда Кент открывает дверь, грабитель выхватывает у него револьвер и сбегает. Сэр Стэффорд, осмотрев сейф, заявляет, что пропали чертежи лучевого детектора, важного оборонительного оружия, над которым работает правительство. На полу около сейфа сэр Стэффорд находит запонку с буквой «L» на ней, после чего немедленно звонит в Скотленд-Ярд.
Тем временем инспектор Скотленд-Ярда Джей Стивенс (Мэтью Боултон) принимает в своём кабинете двух американских коллег — инспектора Крейна (Тёрстон Холл) и детектива Диккенса (Фред Келси), прибывших в качестве телохранителей члена американского правительства. Получив звонок от сэра Стэффорда, Стивенс немедленно выезжает, взяв с собой Крейна и Диккенса. По прибытии на место Стивенс подозревает, что у грабителя был сообщник, который вхож в дом. Сэр Стэффорд высказывает подозрение, что это мог быть Харви, такие же опасения возникли и у Кента. Американские детективы, изучив запонку, заключают, что она принадлежит Майклу Лэнъярду по прозвищу Одинокий волк (Уоррен Уильям), который приехал в Лондон неделю назад.
Начинается воздушная бомбардировка Лондона, в ходе которой Майкл Лэнъярд встречается около горящего здания со своим камердинером Джеймисоном (Эрик Блор), сообщая, что достал документы. Когда обрушивается стена одного из зданий, Майкл бросается, чтобы спасти стоящего под ней человека. Им оказывается начальник поста противовоздушной обороны Джордж Бэрроу (Билли Биван), обещающий отплатить Майклу когда-нибудь услугой за спасение его жизни. После взрывов ещё нескольких бомб Майкл и Джеймисон спускаются в бомбоубежище. Там Майкл знакомится с Памелой, которая ожидает своего задерживающегося жениха. Спустившиеся в бомбоубежище американские детективы узнают Майкла, и, заметив их, Майкл прячет документы под подносом с хлебом на барной стойке. Пока патрульные полицейские проверяют удостоверение Стивенса, Джеймисон незаметно забирает конверт с документами. Стивенс заявляет Памеле, что арестовывает Майкла за ограбление сейфа её отца. Американские детективы рассказывают, что Одинокий волк, который был самым искусным вором драгоценностей в мире, теперь превратился в шпиона. Майкла доставляют в кабинет сэра Стэффорда и обыскивают его, однако документов при нём нет. Во время допроса Майклу удается выхватить из стола сэра Стэффорда револьвер, после чего он берёт хозяина дома в заложники и уходит.
На улице Лэнъярда поджидает Шугг, который, обещая помощь, сажает его в свою машину, после чего незаметно ставит мелом на почтовом ящике отметку S. Увидев на ящике отметку, Кент объявляет, что последит за этим местом. В машине Шугг заявляет, что был в бомбоубежище и слышал, как полицейские назвали Майкла Одиноким волком. В этой связи Шугг хочет сделать Майклу выгодное предложение. Они подъезжают к гаражу, где Шугг завязывает Майклу глаза и доставляет его в винный погреб, за тайной дверью которого разместился штаб немецкой разведывательной группы. Внутри кабинета Майклу развязывают глаза, и он видит связанного Харви, а также немецкого агента Густава Соссела (Курт Кэтч), который заявляет, что ему нужен конверт с чертежами лучевого детектора, который Майкл выкрал сегодня из кабинета сэра Стэффорда. Он обещает заплатить за конверт 50 тысяч фунтов. Майкл объясняет, что чертежей у него нет, но он сможет достать их в течение 1-2 дней, если за ним не будет слежки. В этот момент в кабинете появляется Кент, который оказывается немецким шпионом Куртом Вайллем. Он объясняет Харви, что его взяли в плен, потому что он был слишком любопытен. Когда Майкл выражает сомнение в том, что немецким агентам удастся переправить чертежи через границу, Соссел демонстрирует ему радиопередатчик, который способен передать чертежи посредством радио. Выйдя на улицу, Майкл покупает газету, из которой узнаёт, что во время авианалёта сэр Стэффорд погиб в автокатастрофе.
Трое детективов в доме Харта допрашивают Памелу, которая отрицает, что Харви был каким-либо образом связан с Майклом. Она уверена, что Харви удалось что-то узнать, и потому его похитили. Пока детективы беседуют с Памелой, Кент обнаруживают в делах сэра Стэффорда секретный документ, согласно которому Майкл Лэнъярд выполняет его тайное поручение по разоблачению сети немецких агентов в Великобритании. Кент незаметно кладёт это письмо в карман. Когда Майкл звонит Памеле, детективы отслеживают его звонок и направляется по его адресу. Майкл умышленно сделал это, чтобы детективы провели некоторое время, ожидая его в пустой в квартире, в то время, как он вместе с Джеймисоном направляется на поиски шпионского логова. Майкл поясняет своему камердинеру, что не может вернуть чертежи Скотленд-Ярду до поимки немецких шпионов, так как никто ему не поверит, что он выполнял задание сэра Стэффорда. Только разоблачение Соссела убедит британские власти в том, что он действовал в их интересах.
Майкл расстаётся с Джеймисоном, назначая ему встречу на десять часов вечера. Пока трое детективов заходят в дом Майкла, Памела замечает в тумане неподалёку смутный силуэт Джеймисона, и решает проследовать за ним. Майкл подходит к месту, куда его вчера вывел Шугг, однако ничего там не обнаруживает. После посещения кинотеатра Джеймисон встречается с Майклом, и Памела продолжает следить за ними. Майкл решает, что по уличным звукам, которые он слышал вчера, когда его вели с повязкой на глазах, можно попытаться установить место, где находится логово Соссела. Затем, заметив Памелу, Майкл и Джеймисон заходят в паб и наблюдают, как она звонит по городскому телефону в Скотленд-Ярд. Получив её сообщение, детективы решают окружить весь район, чтобы Одинокий волк не сбежал и на этот раз. По плану Майкла, полиция таким образом возьмёт в кольцо весь район, где располагается шпионский центр. Чтобы скрыться от полиции, Майкл и Джеймисон садятся в кузов грузовой машины скорой помощи. В салон машины, которой управляет молодая девушка Герти Бэрроу (Хизер Уайлд), через некоторое время садится её жених, а её отец Джордж Бэрроу забирается в грузовое отделение. Майкл убеждает Джорджа, что он не преступник, а охотится за немецкими шпионами, и Джордж верит ему и соглашается помочь. Джордж останавливает машину, после чего Майкл и Джеймисон выходят из неё и бредут по улице, сталкиваясь с Памелой, которая сначала убегает, но затем решает проследить за ними.
Они добираются до места, где Шугг вчера завязал глаза Майклу, и Майкл просит Джеймисона повторить это. Идя по звукам с завязанными глазами, Майкл доходит до места, где слышал определённый скрип, и Джеймисон сообщает, что это скрипит вывеска кафе «Синий попугай». Майкл отсылает Джеймисона с заданием к Бэрроу, а сам заходит в кафе. Следом к дверям подходит Памела, неожиданно встречая подъехавшего Кента. Он просит Памелу задержать Майкла в кафе, делая вид, что отправляется за полицией. Музыканты оркестра, заметив Майкла в зале, подают тайный сигнал в логово Сосселу, к которому уже зашёл Кент. Памела садится за столик к Майклу, обвиняя его в предательстве. Когда она пытается уйти из кафе, официант не выпускает её. Майкл показывает Памеле, что за ними следят и ей угрожает смертельная опасность, после чего для отвода глаз приглашает потанцевать. Она рассказывает, что у входа в кафе встретила Кента, который направлялся в полицию. Майкл требует от Памелы выбрать, кому она поверит — ему или Кенту, напоминая о реакции официанта, когда она попыталась уйти из кафе.
Пока детективы проверяют оцепление в поисках Одинокого волка, он сообщает Памеле, что работал на её отца, а теперь на него охотится полиция. Майкл признаётся, что украл чертежи для того, чтобы всё выглядело максимально достоверно, и немецкие шпионы поверили бы ему. Майкл далее говорит, что с помощью радиоаппаратуры, которая находится где-то под этим залом, шпионы передают секретную информацию в Берлин, в том числе, собирались передать чертежи лучевого детектора. Он также говорит, что Харви находится в подвале в плену у немецких агентов. Подходит официант (Ллойд Бриджес), и, скрытно угрожая оружием, передаёт записку с требованием следовать за ним. Официант выводит их в коридор, и через винный погреб они попадают в кабинет Соссела, где Памела видит Харви. Соссел наставляет на Майкла пистолет, требуя передать ему чертежи. Далее по его просьбе Кент показывает украденное им письмо за подписью сэра Стэффорда, предоставляющее Майклу полномочия тайно работать от лица его департамента. Так как об этом письме знал только сэр Стэффорд, его уничтожение лишит Майкла последнего доказательства его работы на британские власти. После сожжения этого письма, по словам Соссела, полиция будет рассматривать его как обычного уголовного преступника. Когда Майкл заявляет, что чертежей у него при себе нет, Соссел поручает Кенту обыскать его. Во время обыска Майкл хватает Кента за горло и прикрывается им от Соссела. Соссел тем не менее стреляет, убивая Кента, который падает на пол. Соссел продолжает требовать чертежи. Майкл достаёт конверт и бросает его на стол. В кабинет входит Шугг, и Соссел требует, чтобы он немедленно передал чертежи по радиосвязи в Берлин.
Начинается очередной авианалёт на Лондон, и в бой с самолётами вступает британская противовоздушная оборона. Детективы, следуя по пути Майкла, заходят в «Голубой попугай». Когда инспектор Диккенс решает осмотреть заведение, в одной из комнат его останавливает официант, и, угрожая оружием, требует, чтобы Диккенс позвал Стивенса и Крейна. Затем всех троих он заставляет спуститься в подвал. Когда Соссел приступает к радиопередаче чертежей, Джеймисон и Бэрроу начинают действовать. Бэрроу устраивает около кафе взрыв, а Джеймисон просит всех в зале немедленно покинуть помещение. Затем, обманув одного из немецких шпионов, Бэрроу и Джеймисон врываются в кабинет Соссела. Бэрроу держит в руках пробирку с нитроглицерином, угрожая взорвать её. Соссел и его подручные бросают оружие, но говорят Майклу, что он ничего не сможет сделать, так как чертежи уже переданы в Берлин. По просьбе Майкла Памела и Харви подтверждают инспекторам, что Майкл работал по поручению сэра Стэффорда. Далее Майкл объясняет, что чертежи, которые были переданы в Берлин, являются фальшивыми, хотя они и сделаны очень правдоподобно. Майкл обещает передать инспектору Стивенсу подлинные чертежи. В этот момент Соссел пытается бежать, но его быстро задерживают. В заключение Бэрроу показывает детективам, что в руках у него была всего лишь капсула с йодом.

## В ролях
- Уоррен Уильям — Майкл Лэнъярд
- Эрик Блор — Джеймисон
- Хиллари Брук — Памела Харт
- Тёрстон Холл — инспектор Крейн
- Фред Келси — детектив Уэсли Диккенс
- Форрест Такер — Антон Шугг
- Мэттью Бултон — инспектор Джей Стивенс
- Курт Кэтч — Густав Соссел
- Мортон Лоуэри — Курт Вайль / Кент Уэллс
- Лесли Денисон — Харви Лидс
- Билли Биван — Джордж Бэрроу
- Стэнли Логан — сэр Стаффорд Харт
- Том Стивенсон — сержант полиции Хопкинс
- Ллойд Бриджес — официант в кафе «Голубой попугай»

## Создатели фильма и исполнители главных ролей
Режиссёр Эдвард Дмитрык за свою карьеру, охватившую период с 1935 по 1975 год, поставил 53 фильма, среди которых фильмы нуар «Это убийство, моя милочка» (1944), «Перекрёстный огонь» (1947), который принёс ему номинацию на «Оскар» и «Наваждение» (1949), а также военные драмы «Бунт на «Кейне»» (1955) и «Молодые львы» (1958).
Уоррен Уильям в период с 1922 по 1947 год сыграл в 64 фильмах, среди которых криминальная мелодрама «Трое в паре» (1932), музыкальная комедия «Золотоискатели 1933-го года» (1933), комедия «Леди на один день» (1933), романтическая комедия «Имитация жизни» (1934) и историческая драма «Клеопатра» (1934). В дальнейшем Уоррен много работал в криминальном жанре. Он, в частности, сыграл частного сыщика Фило Вэнса в двух фильмах 1934 и 1939 годов, адвоката Перри Мейсона в четырёх криминальных драмах 1934—1936 годов и Одинокого волка в девяти фильмах 1939—1943 годов.
Хиллари Брук за свою карьеру, охватившую период с 1937 по 1957 год, сыграла в 71 фильме, среди которых шпионский нуар «Министерство страха» (1944), детективы «Шерлок Холмс перед лицом смерти» (1943) и «Женщина в зелёном» (1945), фильм нуар «Странное воплощение» (1946) и триллер Хичкока «Человек, который слишком много знал» (1956).

## История создания фильма
Это девятый фильм в киносерии студии Columbia Pictures об Одиноким волке, основанной на персонажах, созданных американским детективным писателем Луисом Джозефом Вэнсом. В этой картине Уоррен Уильям в седьмой раз (из девяти) играет Майкла Лэнъярда, обходительного бывшего преступника, известного как Одинокий волк.
«Контршпионаж» был одним из немногих фильмов киносериала Columbia об Одиноком волке середины 1940-х годов, в котором в названии не фигурирует имя главного героя, что, как полагает историк кино Хэл Эриксон, «было сделано в надежде привлечь новую аудиторию».
Фильм находился в производстве с 10 апреля до 28 апреля 1942 года и вышел на экраны 3 сентября 1942 года.
Фильм также известен под названием «Одинокий волк в Скотленд-Ярде» (англ.  The Lone Wolf in Scotland Yard).

## Оценка фильма критикой
По мнению кинокритика Клиффа Алиперти, «в этом фильме больше экшна, чем в любом другом фильме Уоррена Уильяма из цикла об Одиноком волке. Несмотря на то, что здесь есть некоторая тайна и интрига, всё в основном проясняется довольно быстро, после чего фильм предстает скорее как приключенческий боевик, чем что-либо ещё. И в этом качестве он довольно хорош». Как полагает Алиперти, «единственной реальной слабостью фильма, по-видимому, является очень маленький мир Лондона».
Далее критик отмечает, что «в фильме нет и намёка на учтивость Лэнъярда из предыдущего фильма цикла „Тайны Одинокого волка“ (1941)». Алиперти также пишет, что в отличие от предыдущего фильма, где вся история была сосредоточена на четырёх главных героях в ущерб всем остальным, в этом фильме у многих персонажей второго плана есть хорошие роли. Роли же главных героев, за исключением Уоррена Уильяма, немного уменьшены, чтобы освободить время для остальных актёров.
В этом фильме одни из своих первых ролей сыграли некоторые актёры, которые в дальнейшем добились известности, среди них Форрест Такер в роли нациста Шугга, Хиллари Брук в роли очень британской дочери сэра Стаффорда, и Ллойд Бриджес, который годом ранее появлялся в роли изобретателя в фильме «Одинокий волк идёт на риск» (1941). На этот раз он остался без упоминания в титрах в коротком эпизоде в роли усатого официанта-нациста.